# Beast from Haunted Cave
Beast from Haunted Cave es una película estadounidense de horror estrenada en 1959, dirigida por Monte Hellman y protagonizada por Michael Forest, Frank Wolff y Richard Sinatra. Filmada en Dakota del Sur simultáneamente con Ski Troop Attack usando los mismos actores principales, narra la historia de unos criminales que se topan con un extraño monstruo tras detonar una bomba cerca de una mina de oro. La película fue estrenada en formato dual junto a The Wasp Woman (1959).

## Sinopsis
Un grupo de criminales, liderados por Alexander Ward (Frank Wolff), planean asaltar una mina de oro en Deadwood, Dakota del Sur. Ward envía a uno de sus hombres, Marty Jones (Richard Sinatra), para causar una explosión cerca de la mina. Tras la detonación, los criminales encuentran un extraño monstruo similar a una araña que empieza a asesinarlos uno a uno.

## Reparto
- Michael Forest como Gil Jackson.
- Sheila Noonan como Gypsy Boulet.
- Frank Wolff como Alexander Ward.
- Richard Sinatra como Marty Jones.
- Wally Campo como Byron Smith.
- Linné Ahlstrand como Natalie.
- Chris Robinson como La Bestia.
- Jaclyn Zeman como Jill Jackson.